# Maschinenfabrik Carl Goldeband
Die Maschinenfabrik Carl Goldeband war ein österreichischer Hersteller von Fahrrädern, Nähmaschinen, Draisinen, Feldbahnloks und Ausrüstungsgegenständen für elektrische Bahnen aus Wien. Sie firmierte später als Maschinenfabrik Tobisch KG.

## Geschichte

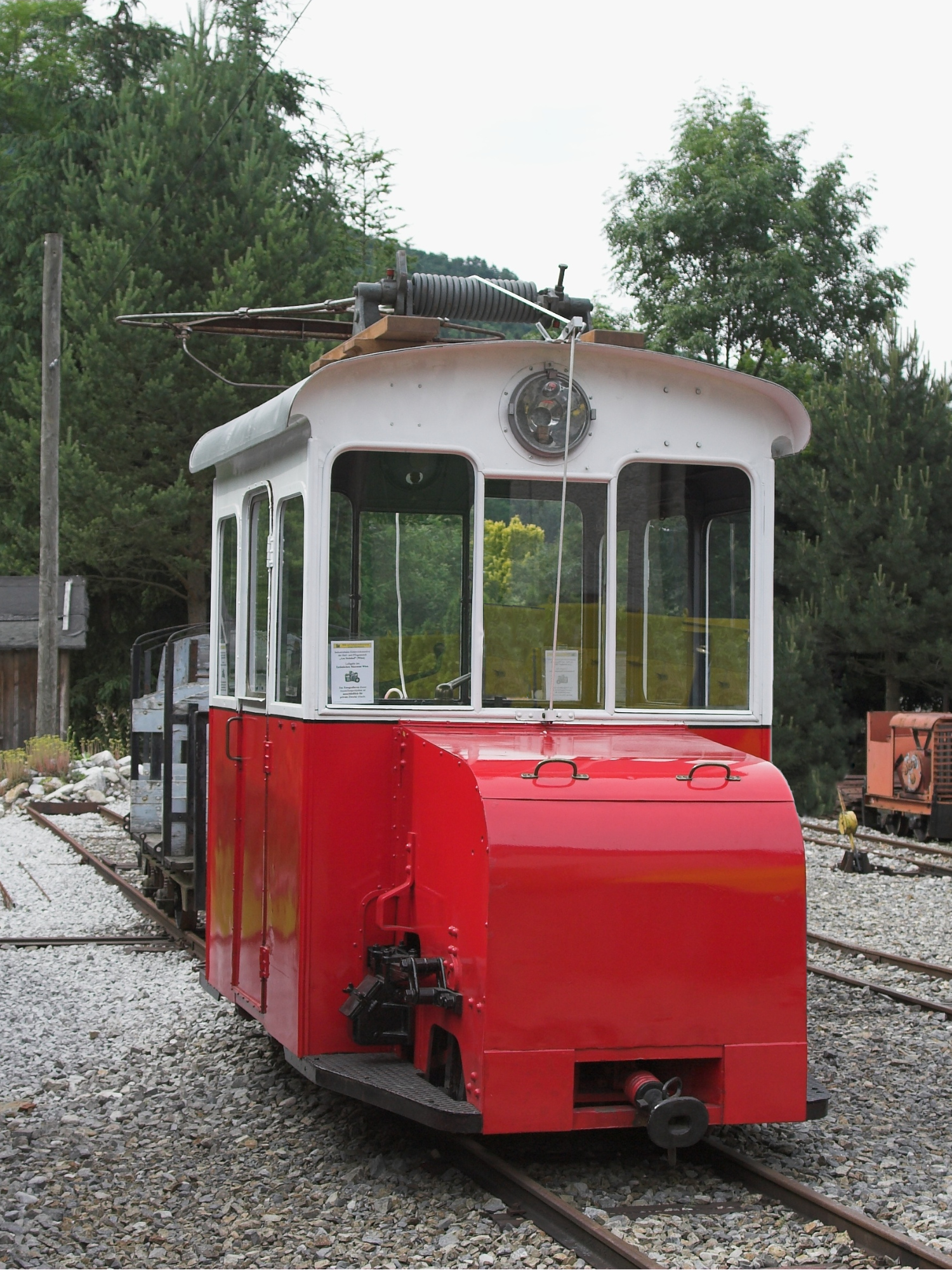
Feldbahnlok der Anstaltsbahn Steinhof von Goldeband/ÖSSW 1907 gebaut

Das Unternehmen wurde 1883 in der Siebenbrunnengasse in Wien-Margareten von Carl Goldeband als Fahrradfabrik gegründet. Die Erzeugnisse der Firma fanden sehr bald großen Absatz und es wurde begonnen, auch Nähmaschinen – unter anderem in Lizenz von Singer – zu erzeugen. 1896 verstarb der Firmengründer Goldeband, seine Witwe verkaufte das florierende Unternehmen an die Ingenieure Gaston Bodart und Isidor Tobisch. Diese vergrößerten den Betrieb unter dem mittlerweile arrivierten Firmennamen weiter, so dass 1898 in ein größeres Fabriksareal im 10. Wiener Gemeindebezirk (Gudrunstraße 172) umgesiedelt werden musste. Durch einen Preissturz am inflationären Fahrradmarkt musste die Erzeugung von Fahrrädern vorübergehend eingestellt werden, dafür wurde aber die Fertigung von Maschinen aufgenommen.
1899 wurde das Fluggerät Drachenflieger des Flugpioniers Wilhelm Kress in der Maschinenfabrik Goldeband gebaut, konstruiert wurde es von Kress gemeinsam mit dem Firmeninhaber Isidor Tobisch. Angeblich rettete ein Monteur von Goldeband den zu ertrinken drohenden Piloten nach seinem Absturz in den Wienerwaldsee.
Ab 1904 übernahm Isidor Tobisch die alleinige Leitung der Firma, welche fortan als Familienunternehmen geführt wurde. Das Unternehmen spezialisierte sich zunehmend auf die Erzeugung von Eisenbahnbedarf, speziell Kleinfahrzeuge, Draisinen und Feldbahnen. 1907 lieferte die Firma gemeinsam mit den Österreichischen Siemens-Schuckert-Werken drei elektrische Feldbahn-Lokomotiven für die mittels Oberleitung betriebene Anstaltsbahn Steinhof. Im Jahre 1912 wurden unter anderem elektrische Lokomotiven, Eisenbahndraisinen, bis zu 45 Meter hohe Maste für drahtlose Telegrafie, Dampframmen und Ausrüstungsgegenstände für elektrische Bahnen erzeugt.

Das Unternehmen baute auch Stromabnehmer u. a. für Elektroloks und die Wiener Straßenbahn, ebenso Sandstreueinrichtungen und Schutzvorrichtungen (Fangkörbe). In den 1930er Jahren baute die Firma erste dieselelektrische Motorturmwagen für die BBÖ sowie elektrische Grubenloks u. a. für den Bergbau am Erzberg. Auch ein Autobus der Marke Perl wurde von Goldeband in den Eisenbahntriebwagen VT 60 umgebaut. Daneben wurden weiterhin Fahrräder und Nähmaschinen erzeugt. 

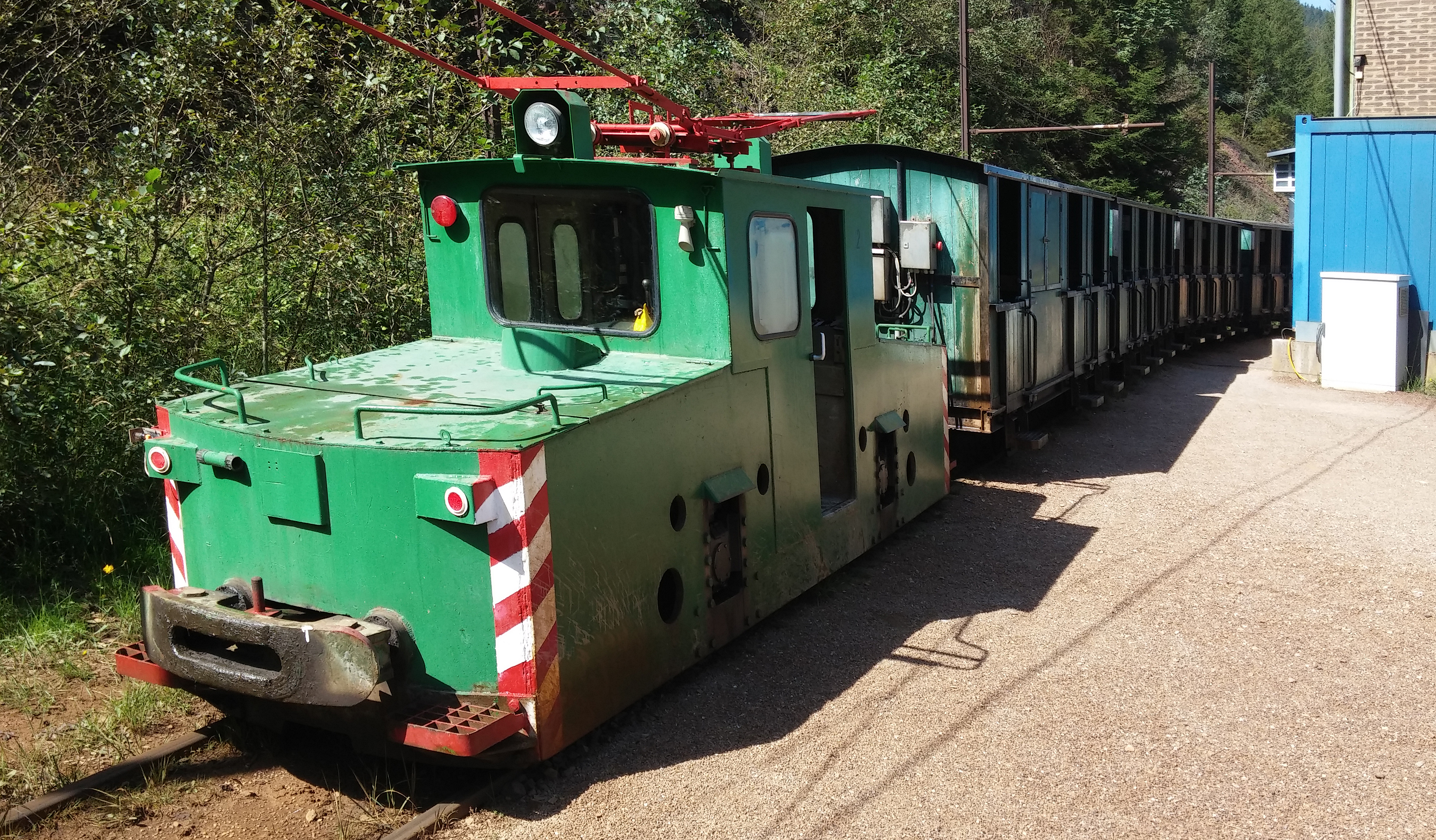
Ehemalige Grubenlok des Bergbaus am Erzberg, 1942 von Goldeband/ÖBBW gebaut

1929 verstarb der Seniorchef Isidor Tobisch im 68. Lebensjahr und wurde am Friedhof in Tullnerbach beerdigt, wo er in den 1920er Jahren auch Bürgermeister war. Seine Nachkommen führten das Unternehmen weiter, welches 1928 in eine Offene Handelsgesellschaft umgewandelt worden war. 1939 wurden in Lohnarbeit auch Eisendreharbeiten angeboten, ebenso versuchte man damit nach Kriegsende 1945 wieder Fuß zu fassen. Im selben Jahr inserierte die Firma als „Mittlere Maschinenfabrik (mit wichtigen Arbeiten beschäftigt)“. In den ersten Nachkriegsjahren im besetzten Österreich stand das Unternehmen unter öffentlicher Verwaltung.
In den 1950er Jahren konnte das Unternehmen teilweise wieder an frühere Erfolge anknüpfen und lieferte z. B. wieder Grubenlokomotiven für den steirischen Erzberg. Auch Maschinen zur Fleischverarbeitung wurden erzeugt.
Ab den 1960er Jahren firmierte das Unternehmen unter Maschinenfabrik Tobisch KG. Unter diesem Namen wurden weiterhin Bahnerhaltungsfahrzeuge für die ÖBB gebaut, wie z. B. die Motorturmwagen ÖBB X534 und der schmalspurige ÖBB X532/s der Mariazellerbahn. Auch die gelbe Diesellok D4 der Liliputbahn im Prater stammte von Tobisch.